# ビル・カウリッツ
ビル・カウリッツ（Bill Kaulitz、1989年9月1日 - ）は、トキオ・ホテルのヴォーカリストとして活動する、ドイツ出身のミュージシャン。声優やデザイナー、ファッションモデルとしても活動する。

## 人物
若者からの一種のカリスマ的な支持とともに、異彩を放つセックスシンボルとして広く知られている。10代のころは念入りに施した化粧を伴う細身で中性的な容姿を特徴としていたが、2012年頃からアイメイクを薄くする、髭を伸ばす、体を鍛えて筋肉をつけるなど、ビジュアル的に変化が出てきている。
双子の兄であるトムとともにハンブルクに住んでいたが、複数のフランス人女性によるストーカー、強迫を受け、2010年の10月にロサンゼルスに引っ越した。
2014年11月、インタビューで自身のセクシュアリティについて「もし自分の人生を永遠に変えてくれる人が現れたとして、その人の性別は関係ない」と語った。
ベジタリアンである。
好きなアーティストはデヴィッド・ボウイ、 コールドプレイ、ステレオフォニックス、プラシーボ。

## 生い立ち
旧東ドイツ（ドイツ民主共和国）ザクセン州のライプツィヒに双子の兄弟の弟として生まれた。兄はトキオ・ホテルのギタリストであるトム・カウリッツ。

## キャリア

### 音楽
兄のトムとともに9歳のときから音楽活動を始め、やがてゲオルグ・リスティング、グスタフ・シェイファーらと出会い、2001年にロックバンド、トキオ・ホテルを結成する。
バーやクラブを舞台とする数多のライブ活動を経て、2005年に同バンドのヴォーカリストとしてメジャーデビュー。同バンドの盛況に伴い急速に知名度を得て、同国ドイツに随一のトップスターとしての評価を得るに至った。
同バンドの英語圏への進出や隣国フランスでの人気などもあり、特に2007年以降、国際的に知られるようになった。
2016年、自身のソロプロジェクトBILLYを始動。5月にファースト・アルバムをリリースした。

### その他
声優として、映画『アーサーとミニモイの不思議な国』（2006年）、『アーサーと魔王マルタザールの逆襲』（2009年）のアーサー役のドイツ語吹き替えを担当した。
モデルとして、2010年1月、ミラノにて開催されたディースクエアードの2010年秋・冬メンズウェア・ショーに登場。